# Lago subglacial

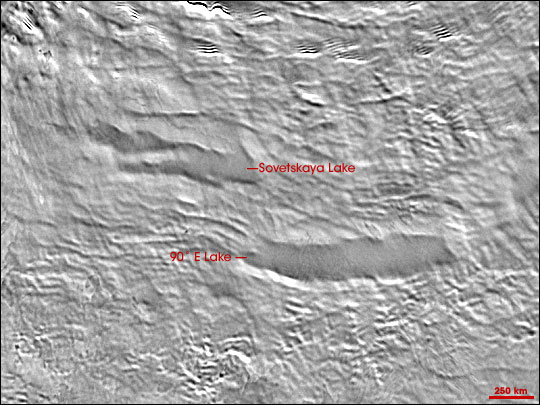

Lagos subglaciais são lagos que ficam sob geleiras. São relativamente comuns, sendo o Lago Vostok, na Antártica, o maior conhecido até o presente momento. Existem por todo o mundo e diferem dos lagos glaciais por permanecerem sob o gelo e não serem originados do derretimento de geleiras.
Os lagos subglaciais presentes na Antártica são considerados como uma espécie de "cápsulas do tempo" do período em que o continente antártico começou a se congelar.
A água não se congela pois recebe Energia geotérmica e porque a pressão exercida pelo imenso peso do gelo acima faz com que o seu ponto de fusão seja inferior a 0 °C.

## Extraterrestres
Há também evidências que existam lagos subglaciais em Europa, uma das luas de Júpiter.
Em 2018, um lago subglacial foi encontrado em Marte.